# نیلس اسخونمان
نیلس اسخونمان (هلندی: Niels Scheuneman؛ زادهٔ ۲۱ دسامبر ۱۹۸۳) دوچرخه‌سوار اهل هلند است.